# Frank James Low
Frank James Low (Mobile, Alabama, 23 de novembro de 1933 — Tucson, 11 de junho de 2009) foi um físico estadunidense.

## Condecorações
- Prêmio Rumford (1986)
- Prêmio de Astronomia Helen B. Warner (1968)
- Joseph Weber Award (2003)
- Jansky Lectureship before the National Radio Astronomy Observatory(2006)
- Medalha Bruce (2006)

## Epônimos
- Kleinmann-Low Nebula (com Douglas E. Kleinmann)
- Asteroide 12142 Franklow